# Sambo
Sambo (Russisch: самбо) is een van origine Russische vechtsport die valt te omschrijven als een Russische vorm van judo, waarbij in de variant combat-sambo stoten en trappen zijn toegestaan.

## Historie
'Sambo' is een acroniem van de Russische zin 'SAMooborona Bez Oroezjia’ (САМооборона Без Оружия) die zelfverdediging zonder wapens betekent. De vroegere Sovjet-Unie bestond uit vijftien republieken met elk een eigen stijl van worstelen. Sambo komt hier als samengestelde stijl uit voort. Eerst onder de namen SAM en SAMOZ, later onder de officieel erkende naam sambo. Er bestaat in deze sport geen rangschikking in banden.

## Varianten

### Sport-sambo

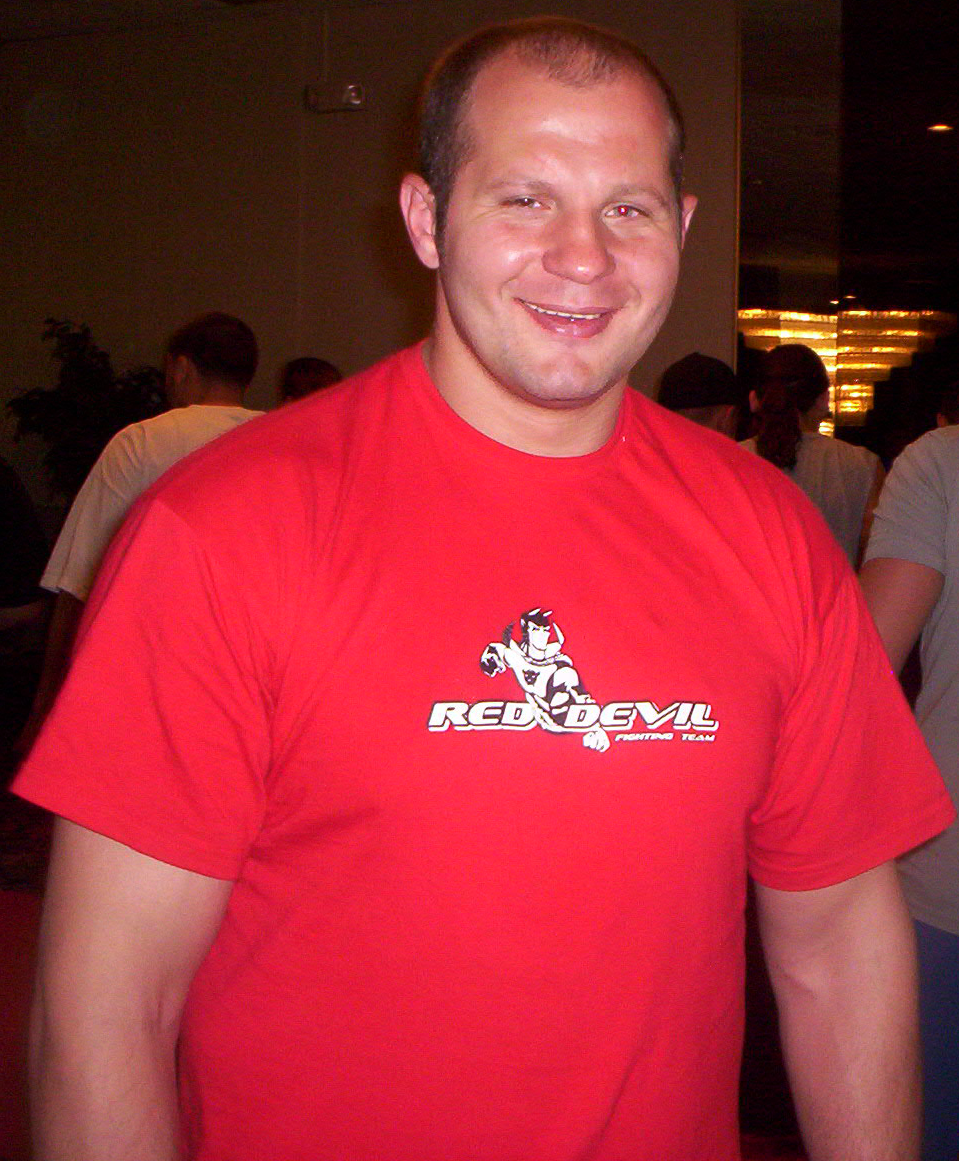
Fedor Emilianenko

Een partij sambo duurt vijf minuten. De jeugdcategorieën spelen partijen van vier minuten.. Vanuit een staande start voor beide samboka's is het de bedoeling dat de één de ander vloert met een 'perfecte werptechniek' of een greep die leidt tot opgave (submission). De partij eindigt eerder wanneer één vechter een voorsprong neemt van acht punten. Punten worden behaald door de tegenstander op de rug te gooien (4), op de zij (2) of op de buik of billen te gooien (1). Ontstaat er geen verschil van acht punten, dan telt het hoogste aantal punten na vijf minuten. Wanneer de score gelijk is wint degene met de hoogste score. De sporter welke het laatste een score maakt is de winnaar wanneer er geen verschil is in de grootte van de score (4, 2 of 1 punt).  Wanneer er geen scores gemaakt worden wint de sambist met het minst aantal strafpunten. Strafpunten worden gegeven voor bijvoorbeeld passiviteit. 
Niet toegestaan:
- arm(en) op de rug draaien
- technieken op schouder, pols, nek, vingers of tenen
- vasthouden aan de mat
- de tegenstander onder de band of in de mouw pakken
- handelingen in het gezicht
- het hoofd van de tegenstander draaien of drukken
- slaan
- schoppen
- het hoofd van de tegenstander de mat inwerken
- staande of werpende submission-technieken
- afpersen
- verwurgings- en verstikkingstechnieken

### Combat-sambo
In het combat-sambo is vastpakken, slaan, werpen, verschillende grepen, trappen en grondgevechten aangaan met tegenstanders toegestaan. Deze variant ontstond in de jaren dertig van de 20e eeuw als de exclusieve methode van onder meer de Spetsnaz en de KGB. Later werd het een wedstrijdsport. Vijfvoudig wereldkampioen sambo Fedor Emelianenko en tweevoudig wereldkampioen Chabib Noermagomedov doen het ook goed in MMA.